# 萩原尊礼
萩原 尊礼（萩原 尊禮、はぎわら たかひろ、1908年5月11日 - 1999年11月14日）は、日本の地震学者。イタリアやイラン大地震、福井地震や松代群発地震を調査し、萩原式電磁型地震計 (HES) を考案した。学位は、理学博士（東京帝国大学・論文博士・1942年）。東京大学名誉教授。

## 略歴
東京府出身。開成中学、旧制松本高等学校理科甲類を経て、1932年東京帝国大学理学部地震学科を卒業すると、1933年東京帝国大学地震研究所に入り助手から助教授・地震研究所員（1941年）を経て教授職に就く（1944年）。1965年から1967年まで東京大学地震研究所所長を務め、1969年定年退官、名誉教授。
この間に機械試験所の技師（1942年）、1948年に運輸技官 (中央気象台) をそれぞれ兼任。1953年から1955年にはユネスコ派遣専門家としてイスタンブール工科大学で教壇に立つ。
1969年から1981年まで地震予知連絡会会長、1971年（昭和46年）に参議院災害対策特別委員会に参考人として出席、発言する。1981年に地震予知総合研究振興会会長も務めた。

## 受章・受賞
1969年紫綬褒章、1978年勲二等旭日重光章を受勲。1980年交通文化賞受賞。

## 主な著作

### 単著
- 『地震計』岩波書店〈科学文献抄 ; 第8〉1936
- 『振動測定』宝文館 1945
- 『地震はどうして起こるか』東洋図書〈学習全書〉1947。全国書誌番号:45024576、doi:10.11501/1168594、近代デジタルライブラリー、インターネット公開。
- 『振子物語 運動の美』東洋図書 1949。国立国会図書館／図書館送信参加館内公開[28]。
- 『地震の予知』地学出版社〈地学ガイド・シリーズ〉1966
- 『地震への挑戦 予知のための基礎知識』〈講談社ブルーバックス〉1972年。
- 『大地震の来る前に』全国加除法令出版〈JED新書〉 1980。doi:10.11501/9584090、国立国会図書館内/図書館送信。
- 『地震学百年』東京大学出版会〈UP選書〉、1982年。doi:10.11501/9584621。国立国会図書館内/図書館送信。
- 『地震予知と災害』丸善〈理科年表読本〉1997

### 共編著・監修
- 『物理探鉱法』朝倉書店 1951
- 萩原尊禮,力武常次,笠原慶一,山田重平 著「17 福井県北郷村に於ける土地傾斜変化および伸縮の観測」、日本学術会議福井地震調査研究特別委員会 編 編日本学術会議、1949年、61頁- (コマ番号0036.jp2-)頁。doi:10.11501/1370098。国立国会図書館内/図書館送信。
- 『地学概論』小林貞一,鈴木尚,木村健二郎,津屋弘逵,須藤俊男,芝本武夫,今井秀喜,辻村太郎,三土知芳,高井冬二,松澤勳共著 朝倉書店 1949
- 『玉川こども百科 20 地球』笠原慶一 共編, 鈴木満等 絵 玉川大学出版部 1954。全国書誌番号:45020672、doi:10.11501/1627143、国立国会図書館／図書館送信参加館内公開。
- 『玉川百科大辞典 第7 地球・海洋・地質・鉱物』尾崎博,須田晥次 共編 誠文堂新光社 1958。1971年改版。
- 日本学術会議, ed (1968). 地震予知研究シンポジウム. 東京: 日本学術会議 地球物理学研究連絡委員会 地震予知小委員会, 文部省特定研究災害科学総合研究班 地震予知分科会. doi:10.11501/9492159. 全国書誌番号:20900430、インターネット公開。
  - 「地震予知研究シンポジゥムの開催について」萩原尊礼 (地震予知小委員会委員長) 1頁 (コマ番号0003.jp2)
  - 「内外における地震予知研究の現状」萩原尊礼（東大震研）2頁 (コマ番号0004.jp2)
  - 「反省と展望に関するパネルディスカッション」座長：加藤愛雄（東北大理）, 話題提供者：萩原尊礼（東大震研）, 浅田敏（東大理）, 鈴木次郎（東北大理）, 原田美道（国土地理院）, 木村耕三（気象庁）66頁 (コマ番号0036.jp2)
- 『古地震 歴史資料と活断層からさぐる』正続 編著 藤田和夫、山本武夫、松田時彦、大長昭雄著 東京大学出版会 1982, 1989。「続」の副書名: 『実像と虚像』
- 『災害事故トラブル解決大百科 生命・財産・家族を守る』糸川英夫,円山雅也共監修 講談社 ライフカルチュアシリーズ 1982
- 『地震の事典 : 正確な知識・安全への道』監修 三省堂〈Sun lexica ; 3〉 1983 doi:10.11501/9585002
- 『日本列島の地震 地震工学と地震地体構造』編 鹿島出版会 1991
- 『古地震探究 海洋地震へのアプローチ』編著 山本武夫,太田陽子,大長昭雄,松田時彦ほか 著 東京大学出版会 1995

### 翻訳
- アーサー・バイサー 解説（ドイツ語） 『地球』ライフ編集部 編 時事通信社〈ライフネーチュアライブラリー第3巻〉1963。国立国会図書館内/図書館送信。
  - 1970年改版、アーサー・バイサー 著 〈タイムライフブックス ライフ大自然シリーズ ; 14〉、タイムライフインターナショナル。
  - 1975年改版、アーサー・バイサー 原著 タイムライフブックス編集部 編集〈タイムライフブックス〉

## 論文
- 萩原尊禮「固体摩擦の振動倍率に及ぼす影響」『東京帝国大学地震研究所彙報』第11号 第1冊 (通号00050)、東京帝国大学地震研究所 編、1932年（昭和7年）、14頁、doi:10.11501/1141794。近代デジタルライブラリー、国立国会図書館/図書館送信限定公開。
- 「弾性波による地下探査法」『科学画報』第26巻第9号 (昭和12年9月号)、東京 : 誠文堂新光社 1937。104-105頁 (コマ番号0065.jp2)
- 「10. 昭和21年3月の桜島噴火」『東京大学地震研究所彙報』第24巻第1-4号 著 萩原尊禮,表俊一郎,村内必典,明石和彦,山田重平 東京大学地震研究所 1948年6月 143-159頁。
- 『東京帝大地震研究所研究速報』第5 東京帝国大学地震研究所 編 1947年（昭和22年）謄写版
  - 「9、徳島県富岡町及び高知県室戸町における余震観測」著 萩原尊礼,村内必典,山田重平 164頁。
  - 「11、室戸岬で行った水管傾斜計による土地傾斜変化の観測」著 萩原尊礼,山田重平 179頁。
- 「地震の予知」『科学』第32巻第7号 岩波書店 1962年7月 367-371頁 ISSN 0022-7625 NAID  40017544398
- 「松代地震から何を得たか 松代地震満5年の総決算」『自然』第25巻第10号、中央公論社、1970年10月。
- 「636. 地震予知についての最近の状況 (<小特集> 地震と都市防災)」『土と基礎』第19巻第8号 土質工学会 1971年8月25日、27-33頁。国立国会図書館、NDLデジタルコレクション、インターネット公開。
- 「南関東の地震問題」『土と基礎』第21巻第6号 土質工学会 1973年6月15日、1-3頁。NDLデジタルコレクション、インターネット公開。
- 「〈提言〉—震度5」 『時の動き』第21巻第18号 (通号532) 大蔵省印刷局 編 国立印刷局 1977年9月 32-33頁 ISSN 0912-800X。
- 萩原尊禮「地震予知の現況と予知連絡会の役割」『そんぽ予防時報 : リスク情報専門誌』第112号、東京 : 日本損害保険協会、1978年1月、13-18頁 (コマ番号0009.jp2)、doi:10.11501/3250504、全国書誌番号:00023997。NDLデジタルコレクション。
- 「はじめに」『地震の断層モデルに関する研究 その2 (震源パラメターの算定について 2)』東京 : 損害保険料率算定会 1985。コマ番号0005.jp2、全国書誌番号:85052293。

### 欧文
- 萩原尊禮「速度地震計の考案（英文）」『東京帝国大学地震研究所彙報』第12号第4冊、東京帝国大学地震研究所 編、1932年 (昭和7年)、doi:10.11501/1141880。
- 「電磁地震計の倍率その他について〔英文〕」『東京大学地震研究所彙報 = Bulletin of the Earthquake Research Institute, University of Tokyo』第36巻第2号、東京大学地震研究所 編、1958年7月、ISSN 0040-8972。
- Tsuboi, Chūji; Wadati, Kiyoo; Hagiwara, Takahiro; Tōkyō Daigaku Jishin Kenkyūjo (1962) (英語). Prediction of earthquakes: progress to date and plans for further development. Tokyo: Earthquake Research Institute, University of Tokyo. OCLC 006432256
- 「松代地震における土地傾斜の観測-1-〔英文〕 (松代地震群の研究)」『東京大学地震研究所彙報』第44巻第1号、1966年7月、2021年9月10日閲覧。
- 「松代群発地震の経過概要〔英文〕」『東京大学地震研究所彙報』第46巻第3号、1968年7月。

## 関連資料
本文の典拠ではないもの。出版年順。
- 萩原尊礼 ; 河本晃「〈この人にきく〉萩原尊礼氏」『時の動き』第22巻第8号 (通号547) 大蔵省印刷局  編. 国立印刷局, 1978年4月 80-83頁 ISSN 0912-800X。
- 「萩原尊禮」『日本歴史災害事典』北原糸子, 松浦律子, 木村玲欧 編、東京 : 吉川弘文館、2012。
  - 「地震予知と予測」86頁a
  - 「IV 歴史災害」496頁a
- 長谷川 成一「萩原尊礼編著,山本武夫・太田陽子・大長昭雄・松田時彦著『古地震探求--海洋地震へのアプローチ』」日本歴史学会 編『日本歴史』 (通号 579)、東京 : 吉川弘文館 1996年8月、130-131頁、doi:10.11501/7910636。